# Bateau à roues à aubes

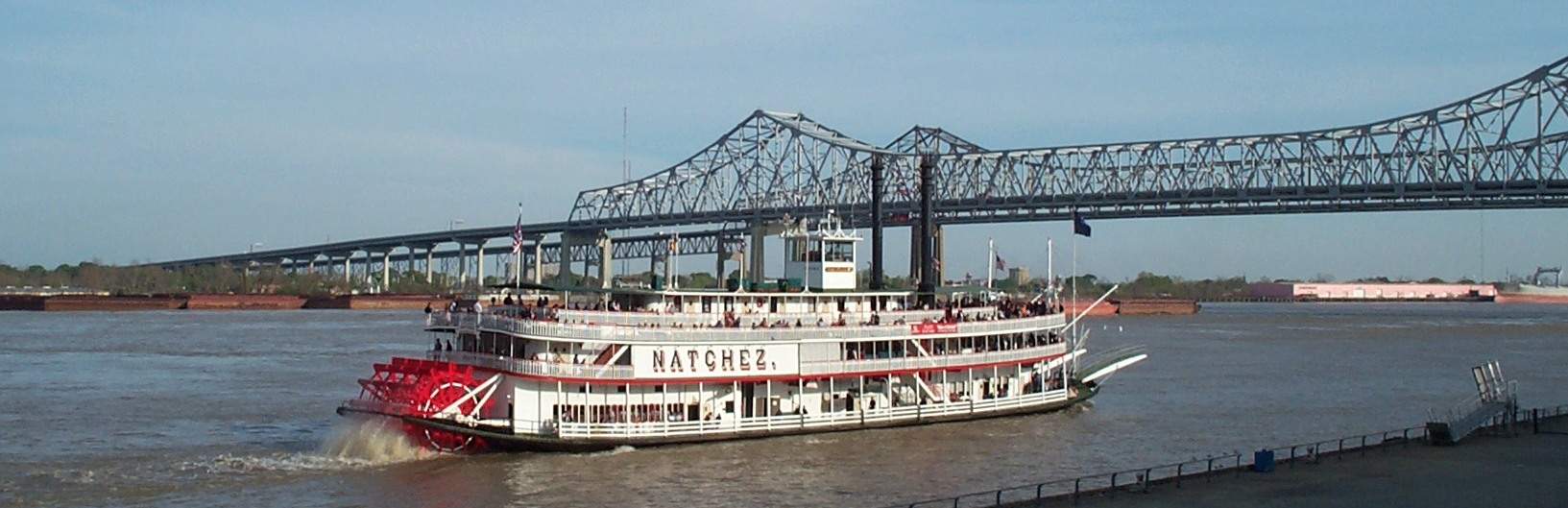
Avec une roue unique à l'arrière, le Natchez est un bateau de type sternwheeler (ici sur le Mississippi).

Un bateau à roues à aubes est un type de bateau qui utilise une ou plusieurs roues à aubes pour sa propulsion.
Depuis la fin du XIXe siècle, les bateaux à roues à aubes, souvent à fond plat et à faible tirant d'eau (par opposition aux navires océaniques à fort tirant d’eau), sont généralement affectés à la navigation fluviale, sur les grands fleuves, les lacs ou éventuellement le long des côtes et des estuaires.

## Historique

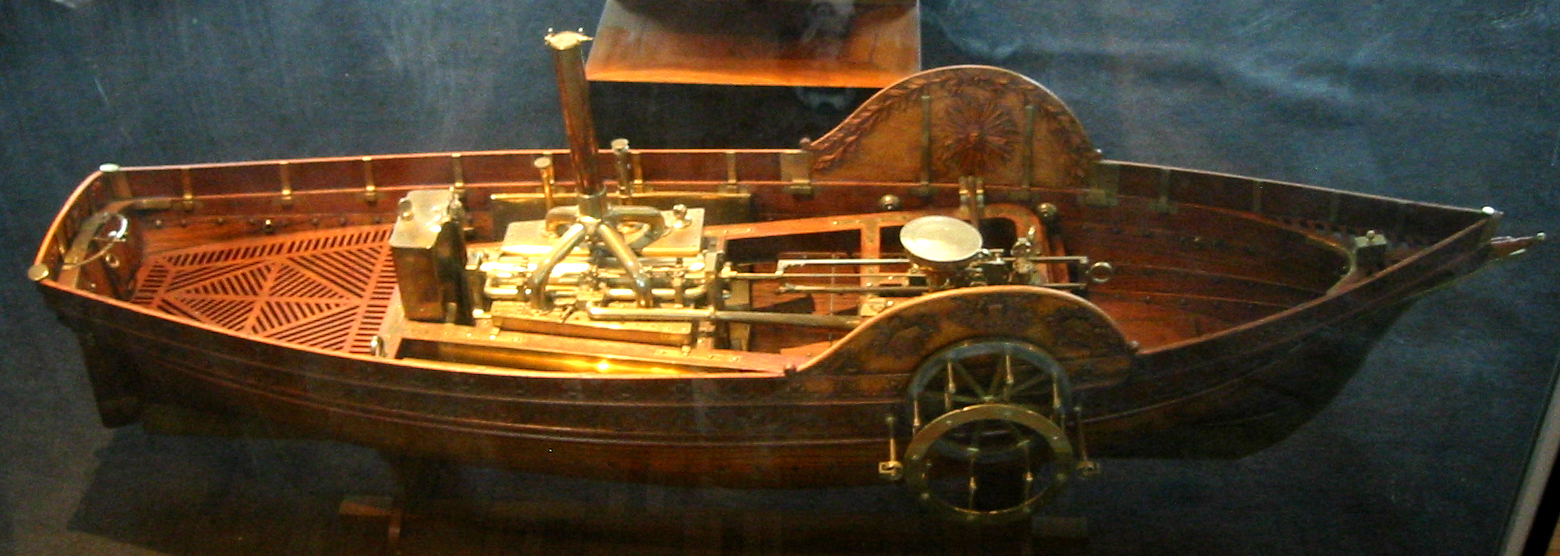
Maquette, au 1/50e, d'un pyroscaphe exposée au musée national de la Marine à Paris. La partie machinerie datant de 1802 est de Jouffroy d'Abbans, mais la coque serait postérieure à 1814.

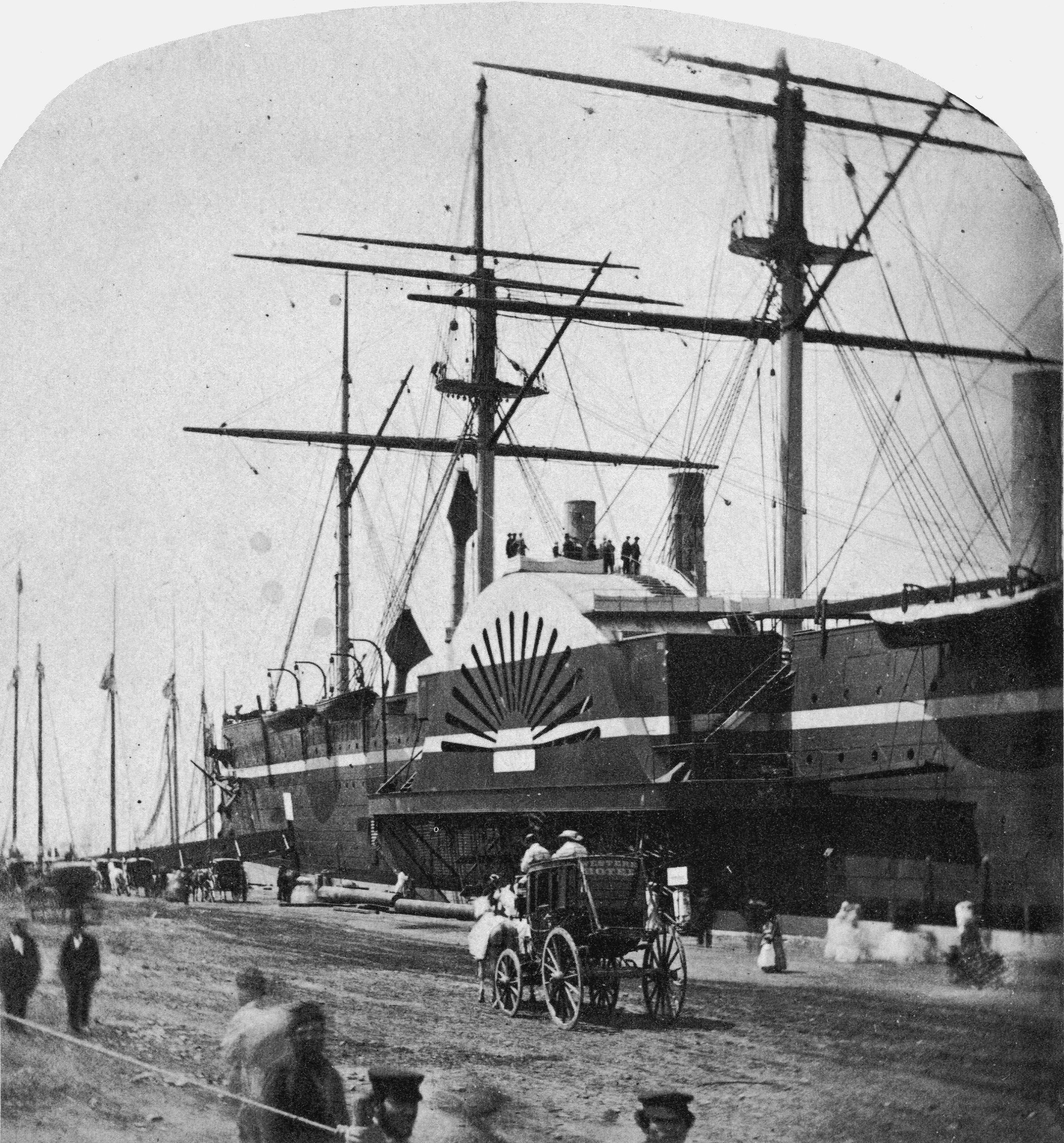
Le SS Great Eastern, plus gros navire du monde jusqu'en 1901 (ici au port de New York en 1860).

La roue à aubes est l'une des premières formes de propulsion mécanique pour bateau qui ait existé. Sa première mention remonte au Bas-Empire romain. Le De rebus bellicis, un recueil de machines de guerre du IVe siècle, contient l'illustration d'une liburne à roue à aubes manœuvrée par des manèges de bœufs.
En Chine, vers le Xe siècle, la dynastie Song maintenait déjà sa suprématie navale grâce à la rapidité de ses bateaux à roue à aubes.
L'utilisation de l'énergie humaine (ou animale) disparait avec l'invention en 1685, par le physicien français Denis Papin, de la roue à aubes actionnée par vapeur sous pression dans des chaudières alimentées au bois ou au charbon.
Cette forme de propulsion a été depuis presque entièrement remplacée par la propulsion à hélice et d'autres formes de propulsion plus modernes excepté en certains lieux traditionnels, sur quelques lacs (Léman…) et fleuves (Mississippi…). Par le passé, certains bateaux combinèrent voiles et roues à aubes (voir infra).
Conçu par Claude François Jouffroy d'Abbans, le Pyroscaphe, premier bateau à aubes, navigue sur la Saône en France en 1783,.
L'ingénieur américain Robert Fulton fut un autre pionnier des navires à roues à vapeur : durant le Directoire, il fit naviguer un bateau expérimental sur la Seine (examiné par les savants Carnot et Prony), puis retourna en Amérique où il fit construire un vapeur fluvial, le Clermont et un catamaran de guerre à roue à aubes centrale le Demologos.
Le premier en Amérique du Nord emprunte le fleuve Delaware en 1787. Après l'inauguration du réseau fluvial du Mississippi à La Nouvelle-Orléans, des centaines de bateaux y assurent un service régulier de 1830 à 1870. Le premier bateau à roue à naviguer dans les eaux canadiennes fut l’Accommodation.
Les premières roues à aubes étaient à pales fixes, ce qui était peu efficace : en effet, à l'attaque ou à la sortie de l'eau, chaque pale délivrait une poussée mal orientée. Par la suite fut inventé un système de pales articulées qui permettait à celles-ci de garder une position verticale et efficace pendant toute la course immergée. Les pales articulées étaient entrainées par des biellettes articulées sur une sorte de came en forme d'étoile : ce dispositif était appelé Star System, une expression qui changea de sens par la suite.
La propulsion par roues à aubes était bien adaptée aux premières machines à vapeur dont le fonctionnement était extrêmement lent (le mécanicien pouvait graisser les bielles en marche). Par la suite, plusieurs inventeurs (Frédéric Sauvage, John Ericsson, Smith, etc.) créèrent l'hélice, plus efficace et moins vulnérable aux coups de mer… et aux boulets de canon. Toutefois les machines à vapeur de l'époque restant trop lentes, le grand ingénieur Isambard Brunel dut recourir à une surmultiplication par engrenages (en bois) et chaîne à denture interne sur son premier transatlantique à hélice, le Great Britain et à une combinaison d'hélice et de roues à aubes sur le gigantesque Great Eastern où les roues à aubes furent d'ailleurs arrachées dans une tempête d'une violence exceptionnelle. Les roues à aubes, quand elles étaient débrayables et indépendantes, permettaient une maniabilité exceptionnelle, précieuse pour les tâches de remorquage portuaire. Avant que l'hélice ne s'impose définitivement vers 1880, les ingénieurs et marins débattaient passionnément des mérites respectifs des deux modes de propulsion. L'amirauté anglaise organisa plusieurs séries de tests comparatifs avec des remorqueurs et des avisos de puissance comparable, liés ensemble par une aussière, équipés l'un d'une hélice et l'autre de roues (Alecto versus Rattler et Niger versus Basilisk). Ces tests conclurent à la supériorité de l'hélice, sauf pour quelques applications très spécialisées. Nombreux furent les paquebots transatlantiques, comme le Washington de la Compagnie générale transatlantique, qui, équipés de roues à aubes au lancement, furent convertis à la propulsion par hélice au cours d'une grande refonte ou modifiés en cours de construction.

## Bateau à roues à aubes dans le monde
Aux États-Unis, les bateaux à roues à aubes sur les côtés sont appelés « sidewheelers », tandis que ceux avec une seule roue à l'arrière sont des « sternwheelers ».

### Sidewheelers
- En Allemagne

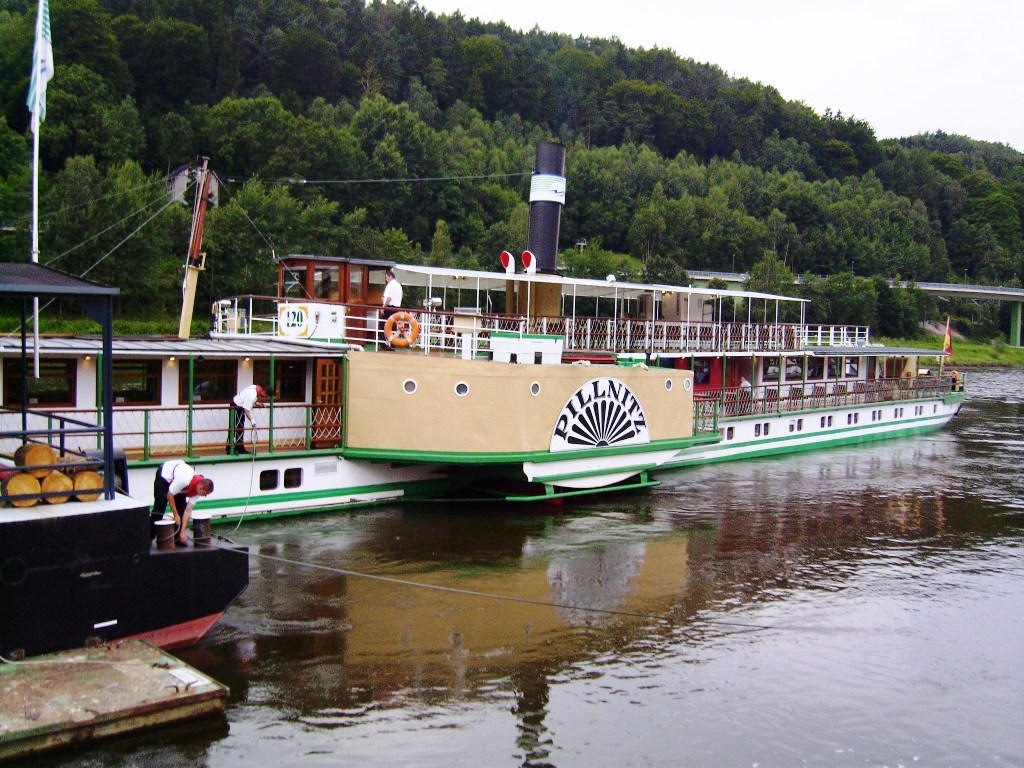
Le Pillnitz à Bad Schandau.

  - Flotte de bateaux à vapeur de la Société saxonne basée à Dresde et en Suisse saxonne[4] :
    - Le Dresden (1926)
    - Le Leipzig (1929)
    - Le Pillnitz (1886)
    - Le Kurort Rathen (1896)
    - Le Pirna (1898)
    - Le Diesbar (1884)
    - Le Krippen (1892)
    - L'August der Starke (1994)
    - Le Gräfin Cossel (1994)
    - Le Stadt Wehlen (1879)
    - Le Meissen (1885)

  - Le Concordia II, basé à Carolinensiel (Basse-Saxe), navigue en mer du Nord
  - Le Diessen, basé à Herrsching, navigue sur le lac Ammersee
  - Le Freya est basé à Flensbourg
  - Le Herrsching navigue sur le lac Ammersee en Bavière
  - Le Hohentwiel (1913) est le dernier bateau à roues à aubes naviguant sur le lac de Constance
  - Le Ludwig Fessler à partir de 1926 basé à Prien am Chiemsee navigue sur le lac de Chiem

- En Italie
  - Le Concordia navigue sur le lac de Côme
- Aux États-Unis
  - Le Music City Queen navigue sur la Cumberland à Nashville
  - Le Savannah (1818) était le premier transatlantique américain trois-mâts à vapeur
  - Le SS Republic (1853) ex-Tennessee sombra en 1865 (États-Unis)
  - L'USS Agawan (en) (1863) naviguait sur la James river. Désarmé en 1867
  - L'USS Conemaugh (1862)...
  - L'USS Water Witch (1851) fut sabordé en 1864
  - Le Ben Campbelle (1852) navigua jusqu'en 1860
  - Les deux porte-avions d'eau douce de l'US Navy utilisés durant la Seconde Guerre mondiale sont des vapeurs reconvertis.

- En FranceVapeur de la Loire à La Chapelle-St-Mesmin vers 1830, lithographie de Charles Pensée

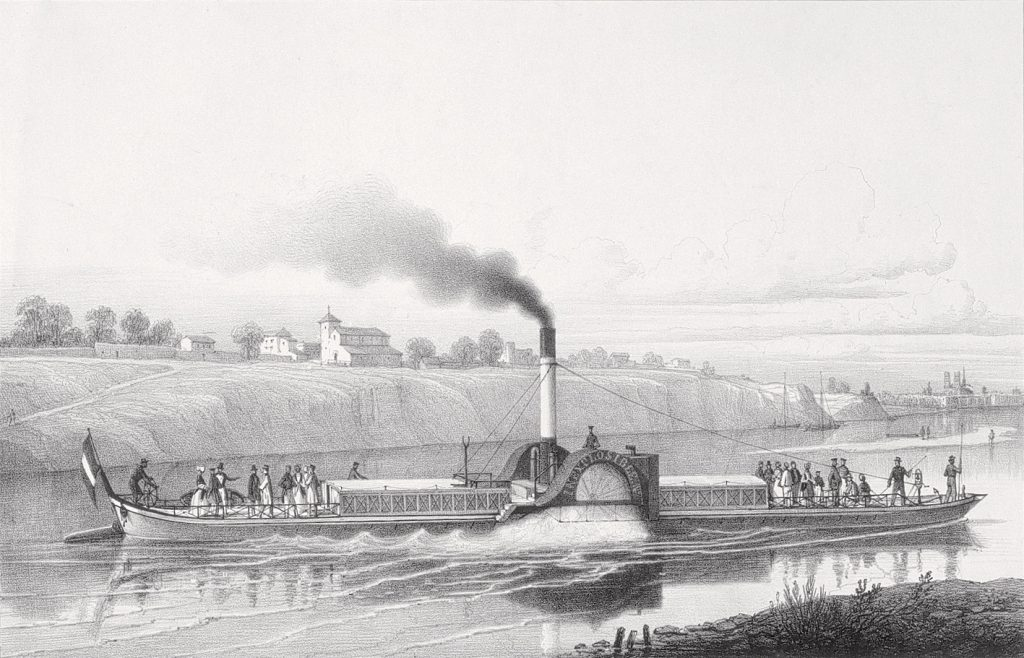
Vapeur de la Loire à La Chapelle-St-Mesmin vers 1830, lithographie de Charles Pensée

  - Les Inexplosibles (1829) acheminaient 150 passagers ou 200 tonnes de marchandises sur la Loire entre Nantes et Nevers, jusqu'à la moitié du XIX° siècle[5]. Une réplique, l'Inexplosible, est aujourd'hui amarrée au port d'Orléans.

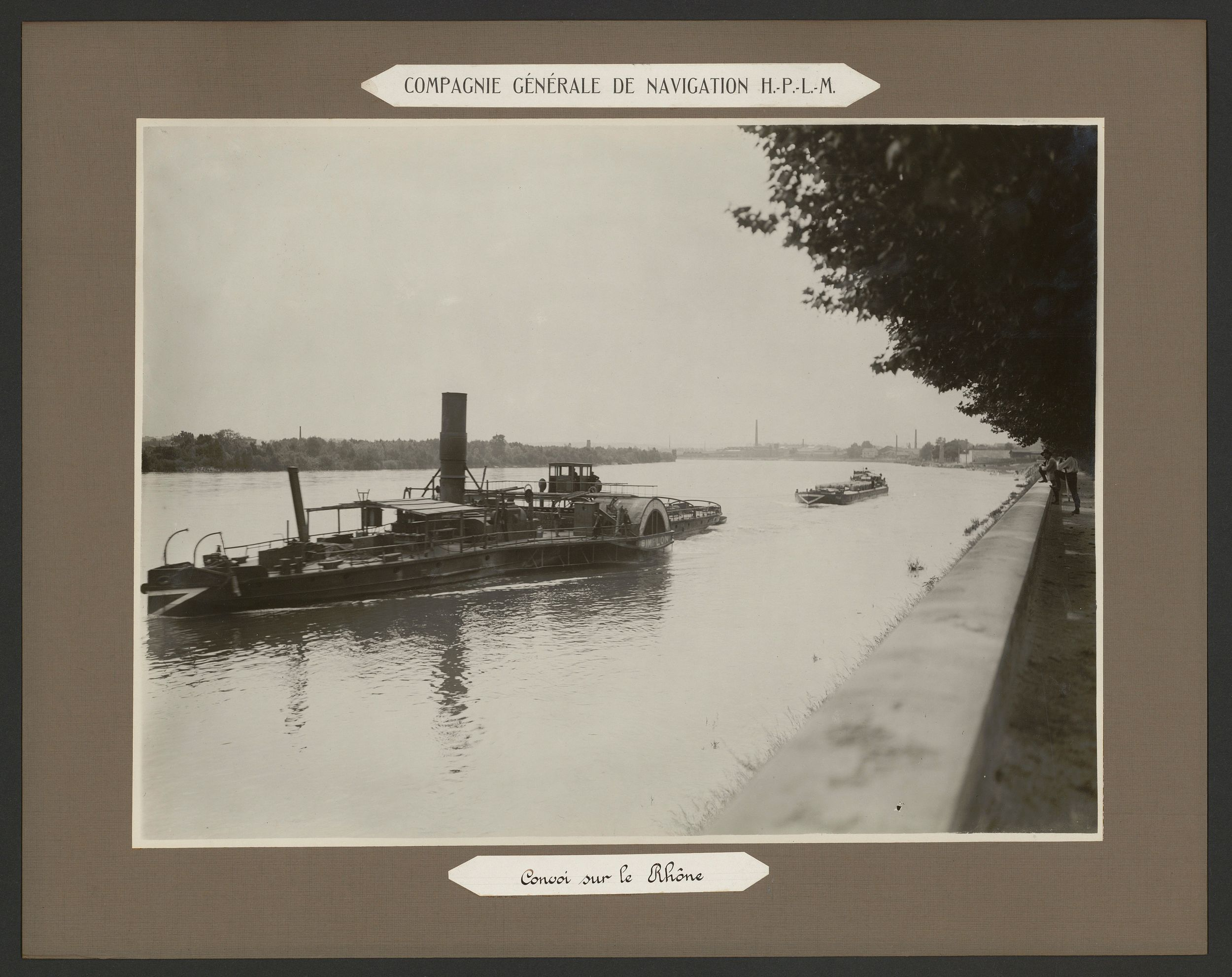
Convoi d'un remorqueur à aubes et d'une péniche au début du XX° siècle.

  - Convoi d'un remorqueur à aubes et d'une péniche au début du XX° siècle.Face à l'absence de chenal navigable régulier et à la puissance des fleuves non canalisés du XIXe siècle, la batellerie développa des innovations techniques basées sur la roue à aubes, dont le bateau-grappin inventé vers 1840. Ce remorqueur était équipé d’une roue dentée de 6,5 mètres de diamètre permettant de s’ancrer au fond du fleuve et de tirer des convois même par forts courants contraires[6],[7]. Avant l'arrivée du touage en relais, cette technique spécifique au Rhône fut la seule efficace pendant environ cinquante ans pour remonter les violents courants avec de lourds chargements[8],[9].
  - Certains vapeurs à roues à aubes du Rhône possédaient des dimensions hors-normes pour l'époque. Les porteurs Missouri et Mississippi,  construits en 1843 et 1846, mesuraient ainsi 135 mètres de long par 6,35 mètres de large[10], soit une longueur analogue aux premiers vapeurs transatlantiques.
  - Le Mont-Blanc (1910) était en service sur le lac d'Annecy
  - France (1909) était en service sur le lac d'Annecy jusqu'en 1971. Épave appréciée des plongeurs

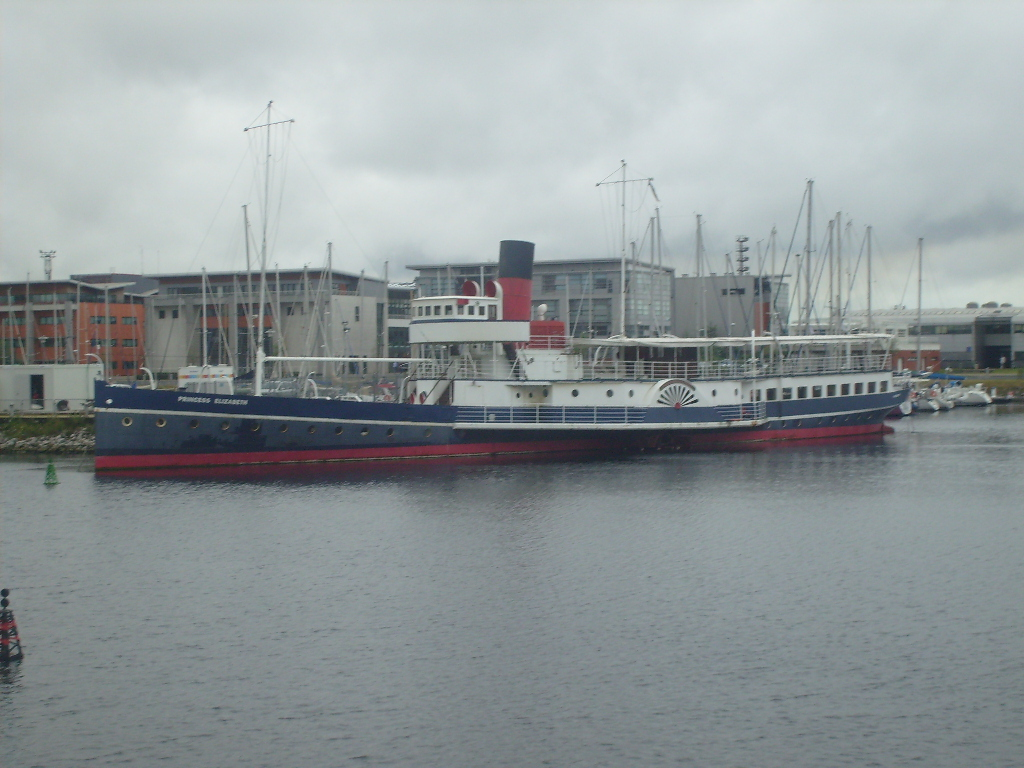
Le Princess Elizabeth qui illustre le passé historique de Dunkerque est un bateau français de type sidewheeler.

  - Le Princess Elizabeth qui illustre le passé historique de Dunkerque est un bateau français de type sidewheeler.France (1864) était un paquebot, gréé en deux-mâts et équipé de roues à aubes. Démoli en 1910
  - Princess Elizabeth (1926), vétéran de l'opération Dynamo, sert de restaurant à Dunkerque
  - L'Impératrice Eugénie (1862) était un paquebot français, gréé en deux-mâts et équipé de roues à aubes. Échoué en 1895
  - Le Loire Princesse (2015) est un bateau de croisière voguant sur la Loire[11].

- En Grande-Bretagne
  - Le SS Great Eastern (1858) était un paquebot géant ayant six mâts et cinq cheminées. C'était un navire hybride, propulsé par deux roues à aubes (qui furent avariées dans une tempête, puis reconstruites avec une largeur réduite) ainsi qu'une hélice, entraînée par une machine distincte : au total la puissance installée était de 8000 Cv. Sa carrière commerciale fut chaotique, il fut converti en câblier, puis en cirque flottant et démoli en 1889
  - Le Great Western (1837) était un paquebot en bois. Désarmé en 1857
  - Le HMS Fury (1845) était un bateau à roues à aubes
  - L’Entreprise (1839) était un bateau à roues à aubes de la Compagnie anglaise des Indes orientales
  - Le Lucy Ashton (1888) est un bateau ayant appartenu à la North British Steam Packet Company de Glasgow. Démoli en 1951. À titre expérimental et scientifique, il fut équipé en 1949 de quatre turboréacteurs Rolls-Royce Derwent[12],[13]
  - Le PS Waverley navigue sur le Firth of Clyde à partir de Dunoon (Écosse)
  - Le Maid of the Loch navigue à Loch Lomond (Écosse)

- En Suisse
  - Lac Léman

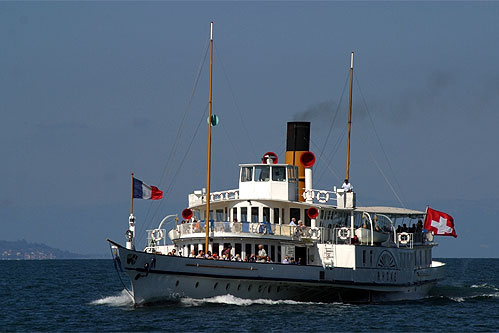
Le Rhône sur le lac Léman est un bateau suisse de type sidewheeler.

    - La flotte Belle Époque en service de la Compagnie générale de navigation sur le lac Léman (CGN)
      - L'Italie (1908) a été mis hors service en 2005, et après restauration, reprit du service en 2016.
      - Le Montreux  (1904)
      - Le Vevey (1907)
      - La Suisse (1910)
      - Le Savoie (1914)
      - Le Simplon (1920)
      - Le Rhône (1927)

    - Quelques bateaux à roues à aubes de la CGN hors service.
      - Le Genève (1896) sert de foyer d'accueil sur le lac Léman
      - Le Lausanne (1900). Démoli en 1978
      - Le Général Dufour (1905). Démoli en 1977
      - Le Valais (1913). Démoli en 2003
      - Le Helvétie (1926). Désarmé depuis 2002

  - Lac de Neuchâtel
    - Le Neuchâtel (de) (1912)[14]L'Uri sur le lac des Quatre-Cantons en 2010.

  - Lac des Quatre-Cantons
    - L'Unterwalden (1901)
    - L'Uri (1901)
    - Le Schiller (1906)
    - Le Gallia (1913) (1913)
    - Le Stadt Luzern (1928)
    - Le Stadt Luzern (1837). Démoli

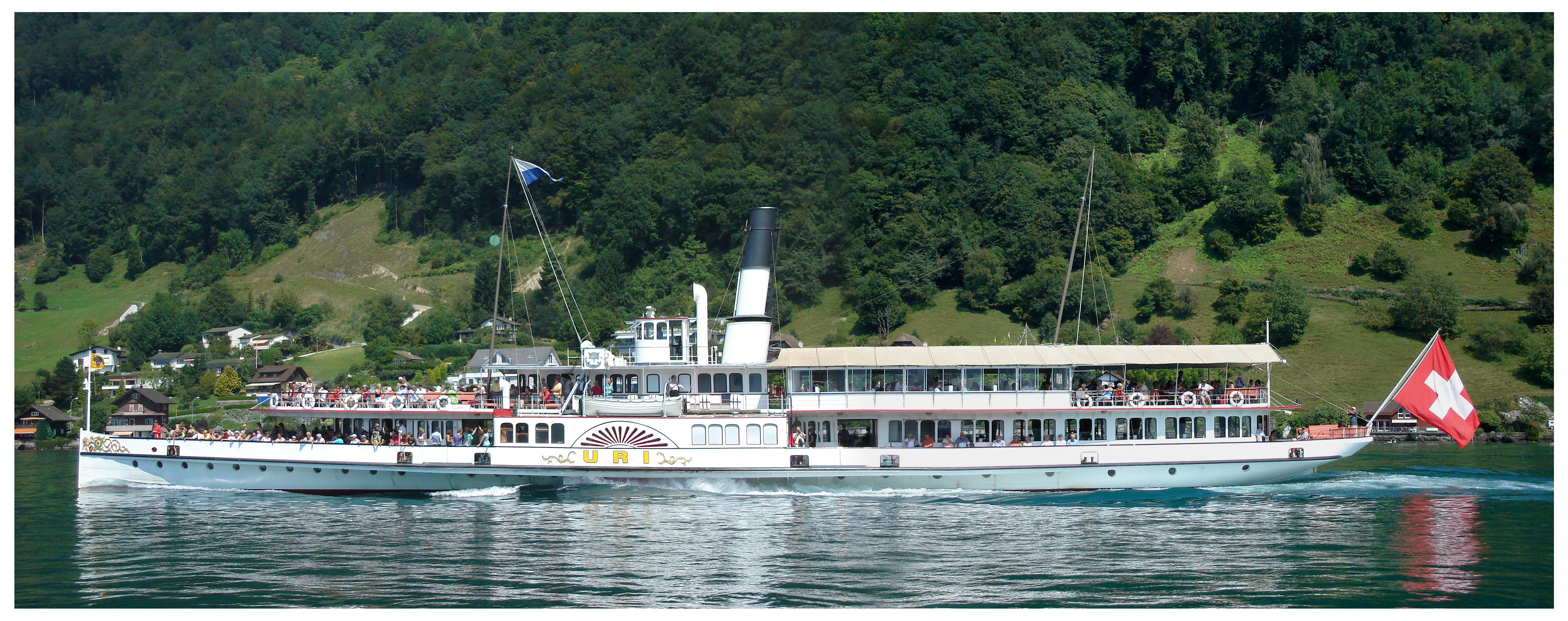
L'Uri sur le lac des Quatre-Cantons en 2010.

    - Le Stadt Luzern (1887). Démoli en 1925Le Blümlisalp sur le lac de Thoune en 2006.

  - Lac de Thoune
    - Le Blümlisalp (1906)

  - Lac de Zurich
    - Le Stadt Zürich (1909)
    - Le Stadt Rapperswil (1914)

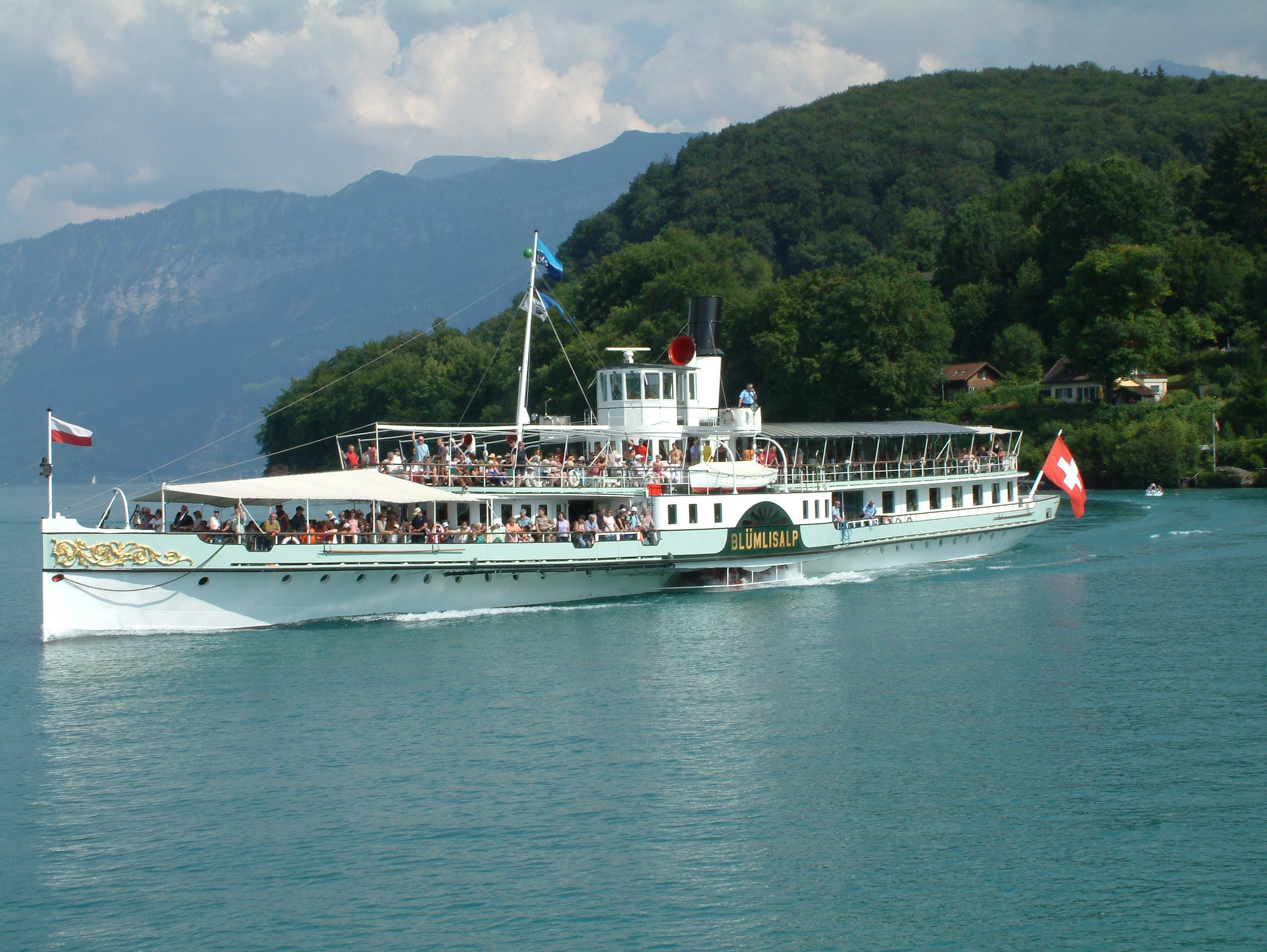
Le Blümlisalp sur le lac de Thoune en 2006.

    - Le Helvetia (1914). Démoli en 1963

- Autres pays
  - L'Emmy Lou navigue sur le Murray River à Echuca (Australie)
  - Le Keno navigue à Dawson City (Canada)
  - Le Hjejlen est basé à Silkeborg (Danemark)
  - Le Finlandia Queen basé à Tampere navigue sur le lac Näsijärvi (Finlande)
  - Le G Zanardelli navigue sur le lac de Garde (Italie)
  - Le Skibladner navigue sur le lac Mjøsa, le plus grand de Norvège
  - Le Jagienka basé à Poznań navigue sur la Warta (Pologne)
  - Le Volodarski (1914) (Russie)
  - Le Sudan, construit vers 1915 et où Agatha Christie trouva l'inspiration de son roman Mort sur le Nil, navigue entre Le Caire et Assouan (Égypte)[15]

### Sternwheelers
- En Europe

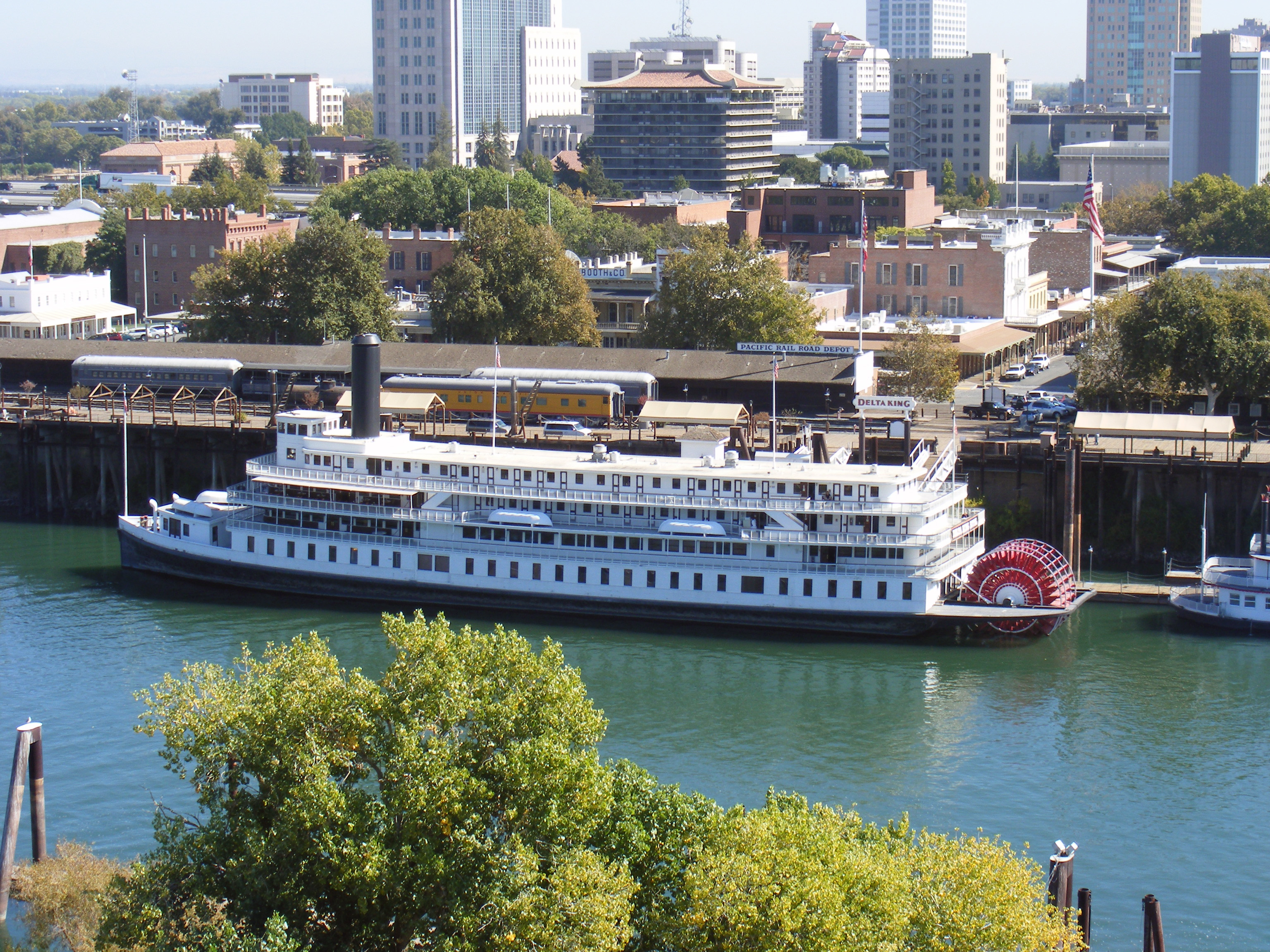
Le Delta King Hotel est un bateau américain de type sternwheeler.

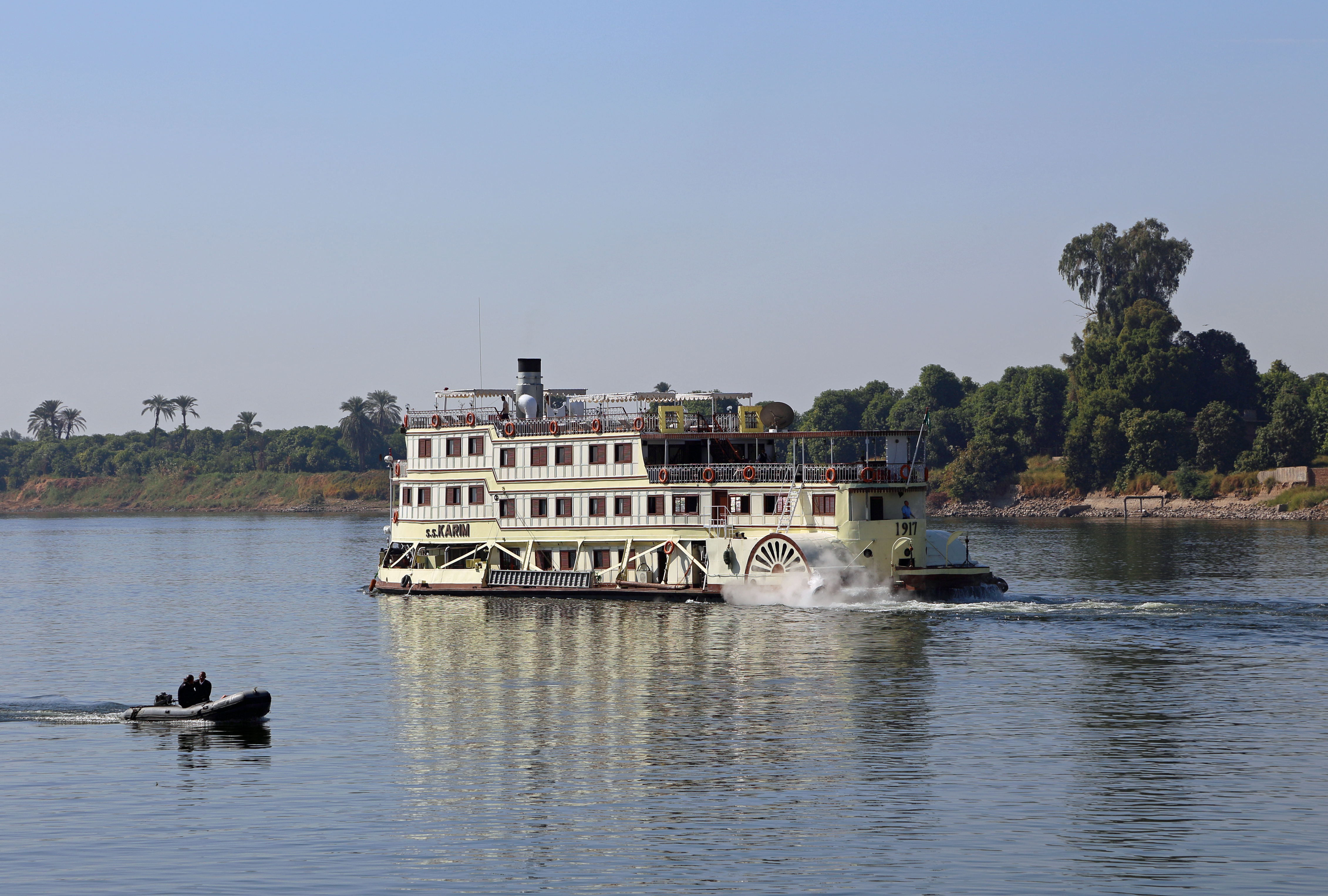
Le bateau à vapeur égyptien Karim est doté de deux roues à aubes latérales près de la poupe, ce qui en fait un type intermédiaire entre un sternwheeler et un sidewheeler.

  - Le Louisiana Star est basé dans le port de Hambourg (Allemagne).
  - L'Elbe Princesse (2015), sur l'Elbe, entre Berlin (Allemagne) et Prague (Tchèquie)[16]

- En Australie
  - Le Murray Princess est visible à Mannum
  - Le Marion est visible à Mannum

- En Amérique du Nord
  - Le Delta Queen basé à Mud Island, Memphis (Tennessee) navigue sur le Mississippi (États-Unis)
  - Le Natchez navigue sur le Mississippi (Nouvelle-Orléans) (États-Unis) (Cf. illustration)
  - Le Delta King Hotel est un hôtel flottant à Sacramento (États-Unis)
  - Le Mark Twain est à Disneyland (États-Unis)
  - Le Liberty Belle est à Magic Kingdom (Floride) (États-Unis)
  - Le Constitution navigue à Vancouver (Canada)
  - Le S.S. Klondike a été restauré dans l'état où il était en 1940. Il est désormais amarré sur les berges du Yukon en tant que bateau musée à Whitehorse (Canada)[1]
  - Le Georgia Queen navigue sur la Savannah River à Hutchinson (États-Unis)
- En Égypte, sur le Nil, le SS Karim, construit en 1917, est équipé de deux roues à aubes à l'arrière

## Dans les jeux vidéo
La mission « Mort sur le Mississippi » du jeu vidéo Hitman: Blood Money (2006) se déroule sur un bateau à roues à aubes.